# 查尔斯·罗杰斯
查尔斯·罗杰斯（英語：Charles Rogers，1937年6月1日—），生于加利福尼亚州，美国前男子帆船运动员。他曾代表美国参加1964年夏季奥林匹克运动会帆船比赛，获得一枚铜牌。